# 徐熙 (五代十国)
徐熙（886年—975年），中國五代時期花鳥畫家。

## 生平
徐熙出生於江寧（今南京），也有記載認為他出生於鍾陵（今江西南昌進賢縣），一生從沒有擔任官職，只是專心繪畫，他的繪畫風格質樸簡練，他創作了水墨淡彩的繪畫方法，運用墨的濃淡變化，勾點兼施，畫出花卉的枝葉萼蕊，略施淡彩，使色不礙墨不掩筆跡而生氣動人。善於描繪汀花野竹、水鳥淵魚、鳧雁、鷺鷥、蒲藻、蝦魚、叢艷、折枝、園蔬藥苗等。
當時的花鳥畫共分為兩派，一派以黃筌為代表，「鈎勒重彩，濃艷富麗」，「細筆勾勒、填彩暈染」；另一派則以徐熙為代表，「沒骨漬染，輕淡野逸」「下筆成珍，揮毫可范」，風格「清新灑脫」。因此當時被評價為「黃家富貴，徐家野逸」。
其時黃筌主持畫院，貶斥徐熙為「粗惡不入格」，不允許徐熙入畫院。但後來到宋朝時，徐熙的畫大受讚賞，宋太祖曾經認為：「花果之妙，吾獨知有熙」。書法家米芾評價說：「徐熙、徐崇嗣花皆如生。黃筌惟蓮差勝，雖富艷皆俗。」「黃筌畫不足收，易摹；徐熙畫不可摹。」《宣和畫譜》收錄他的畫作有259件，但絕大部分沒有流傳下來，目前傳世的僅有幾件作品。

## 畫作
《雪竹圖》，藏於上海博物館
《玉堂富貴圖》，藏於台灣台北國立故宮博物院
《芰荷圖》，藏於台灣台北國立故宮博物院
《蓉雀圖》，藏於台灣台北國立故宮博物院
《花卉草蟲圖》，藏於台灣台北國立故宮博物院